# Campeonato Sudamericano de Voleibol Masculino Sub-19 de 2008
El XVI Campeonato Sudamericano de Voleibol Masculino Sub-19 es un torneo de selecciones que se llevará a cabo en Pocos de Caldas, Brasil del 15 al 19 de octubre de 2008. El torneo es organizado por la Confederación Sudamericana de Voleibol (CSV) y otorga dos cupos para el Campeonato Mundial de Voleibol Masculino Sub-19 de 2009.

## Equipos participantes
- Argentina
- Brasil
- Chile
- Colombia
- Paraguay
- Perú
- Uruguay
- Venezuela

## Primera Fase

### Final 5.º y 7.º puesto
|  | Semifinales | Semifinales |   |          | Final      | Final |  |
|  |             |             |   |          |            |       |  |
|  |             |             |   |          |            |       |  |
|  |             |             |   |          |            |       |  |
|  | Perú        | 3           |   |          |            |       |  |
|  | Paraguay    | 1           |   |          |            |       |  |
|  |             |             |   |          |            |       |  |
|  |             |             |   |          |            |       |  |
|  |             |             |   |          | Perú       | 1     |  |
|  |             | Colombia    | 3 |          |            |       |  |
|  |             |             |   |          |            |       |  |
|  |             |             |   |          |            |       |  |
|  |             |             |   |          | 3.º puesto |       |  |
|  |             |             |   |          |            |       |  |
|  | Colombia    | 3           |   | Paraguay | 0          |       |  |
|  | Uruguay     | 0           |   |          | Uruguay    | 3     |  |

### Resultados
| Fase           | Fecha    | Encuentro          | Resultado | Set   | Set   | Set   | Set   | Set   | Puntuación total |
| Fase           | Fecha    | Encuentro          | Resultado | 1     | 2     | 3     | 4     | 5     | Puntuación total |
| -------------- | -------- | ------------------ | --------- | ----- | ----- | ----- | ----- | ----- | ---------------- |
| 5° al 7° Lugar | 18-10-08 | Perú- Paraguay     | 3 - 1     | 20:25 | 25:22 | 25:20 | 25:20 |       | 95 - 87          |
| 5° al 7° Lugar | 18-10-08 | Colombia - Uruguay | 3 - 0     | 25:16 | 25:23 | 25:12 |       |       | 75 - 51          |
| 7° lugar       | 19-10-08 | Paraguay - Uruguay | 3 - 2     | 14:25 | 25:18 | 24:26 | 25:22 | 15:11 | 103 - 102        |
| 5° lugar       | 19-10-08 | Colombia - Perú    | 3 - 0     | 25:19 | 25:14 | 25:18 |       |       | 75 - 51          |

## Fase Final

### Final 1° y 3° puesto
|  | Semifinales | Semifinales |   |       | Final      | Final |  |
|  |             |             |   |       |            |       |  |
|  |             |             |   |       |            |       |  |
|  |             |             |   |       |            |       |  |
|  | Brasil      | 3           |   |       |            |       |  |
|  | Venezuela   | 0           |   |       |            |       |  |
|  |             |             |   |       |            |       |  |
|  |             |             |   |       |            |       |  |
|  |             |             |   |       | Brasil     | 1     |  |
|  |             | Argentina   | 3 |       |            |       |  |
|  |             |             |   |       |            |       |  |
|  |             |             |   |       |            |       |  |
|  |             |             |   |       | 3.º puesto |       |  |
|  |             |             |   |       |            |       |  |
|  | Argentina   | 3           |   | Chile | 0          |       |  |
|  | Chile       | 1           |   |       | Venezuela  | 3     |  |

### Resultados
| Fase      | Fecha    | Encuentro          | Resultado | Set   | Set   | Set   | Set   | Set | Puntuación total |
| Fase      | Fecha    | Encuentro          | Resultado | 1     | 2     | 3     | 4     | 5   | Puntuación total |
| --------- | -------- | ------------------ | --------- | ----- | ----- | ----- | ----- | --- | ---------------- |
| Semifinal | 18-10-08 | Brasil- Venezuela  | 3 - 0     | 25:16 | 25:18 | 28:26 |       |     | 78 - 60          |
| Semifinal | 18-10-08 | Argentina - Chile  | 3 - 1     | 18:25 | 26:24 | 25:16 | 25:21 |     | 94 - 86          |
| 3° lugar  | 19-10-08 | Chile - Venezuela  | 0 - 3     | 19:25 | 19:25 | 23:25 |       |     | 61 - 75          |
| Final     | 19-10-08 | Argentina - Brasil | 3 - 1     | 15:25 | 25:16 | 25:22 | 25:12 |     | 90 - 75          |

## Campeón
| Argentina           |
| Campeón             |
| Argentina 1° título |

## Posiciones finales
| Pos | Equipo    |
| --- | --------- |
|     | Argentina |
|     | Brasil    |
|     | Venezuela |
| 4   | Chile     |
| 5   | Colombia  |
| 6   | Perú      |
| 7   | Paraguay  |
| 8   | Uruguay   |

## Clasificados alCampeonato Mundial de Voleibol Masculino sub-19 de 2009
| Bandera de Argentina | Bandera de Brasil |
| Argentina            | Brasil            |